# Kila kyrka, Värmland
Kila kyrka är en kyrkobyggnad i Säffle kommun. Den är församlingskyrka i Kila församling, Karlstads stift.

## Kyrkobyggnaden
Omkring 80 meter söder om nuvarande kyrkplats fanns tidigare en medeltida träkyrka. Nuvarande stenkyrka uppfördes åren 1652-1654 och invigdes 1654. Kyrkan består av ett rektangulärt långhus med tresidigt kor i öster och torn i väster. Öster om koret finns en vidbyggd sakristia. Långhuset täcks av ett skifferklätt sadeltak som är valmat över koret. Kyrktornet som tillkom åren 1767-1776 har rundbågiga tornluckor, två åt varje väderstreck. Tornet täcks av en skifferklädd huv som har en öppen lanternin och en spira klädda med kopparplåt. Högst upp finns ett förgyllt kors med tupp. I tornets södra vägg finns ingången.

## Inventarier
- I korets södra del finns en medeltida dopfunt av täljsten i två delar.
- Altaruppsatsen av trä är från 1829 och består av ett fritt stående kors som draperas av en vit mantel och kröns av en törnekrona. Eventuellt har altaruppsatsen blivit kompletterad 1882.
- Predikstolen i klassicistisk stil med femsidig korg tillkom 1829.

### Orgel
- 1876 byggdes en orgel av E A Setterquist & Son, Örebro med 10 stämmor.
- Den nuvarande orgeln byggdes 1936 av Olof Hammarberg, Göteborg och är en pneumatisk orgel.

| Manual I          | Manual II           | Pedal      | Koppel  |
| Borduna 16´       | Rörflöjt 8´         | Subbas 16´ | I/P     |
| Principal 8´      | Salicional 8´       | Oktava 8´  | II/P    |
| Flöjt harmonik 8' | Gemshorn 4'         |            | II/I    |
| Gamba 8'          | Blockflöjt 2'       |            | II 4'/P |
| Oktava 4'         | Sesquialtera 2 fack |            |         |
| Kvinta 2 2/3'     |                     |            |         |
| Oktava 2'         |                     |            |         |
| Mixtur 3 fack     |                     |            |         |
| Trumpet 8'        |                     |            |         |

### Webbkällor
- Kyrkor i Karlstads stift Del II, Utgiven av Värmlands Museum och Karlstads stift, 2008, ISBN 91-85224-72-3